# 凱迪拉克ATS-V
ATS-V 是凱迪拉克V系列中的小型跑車，於2016年推出，為 ATS 的高性能版本，擁有兩門與四門車型，配置3.6升V6 引擎、六速手排，產生464匹馬力，百公里加速僅需3.7秒，售價為 61460美元起。

## 概述

### 配備
外觀方面，ATS-V 與 ATS 最大差異為車頭部分，水箱罩改成黑色網格，中網與下進氣壩大小互換，車尾也增加小尾翼，鋁圈提升至18吋，搭配米其林Pilot Super Sport 性能胎。內裝則還可以選配 Recaro桶椅，使其整體更具有跑格。

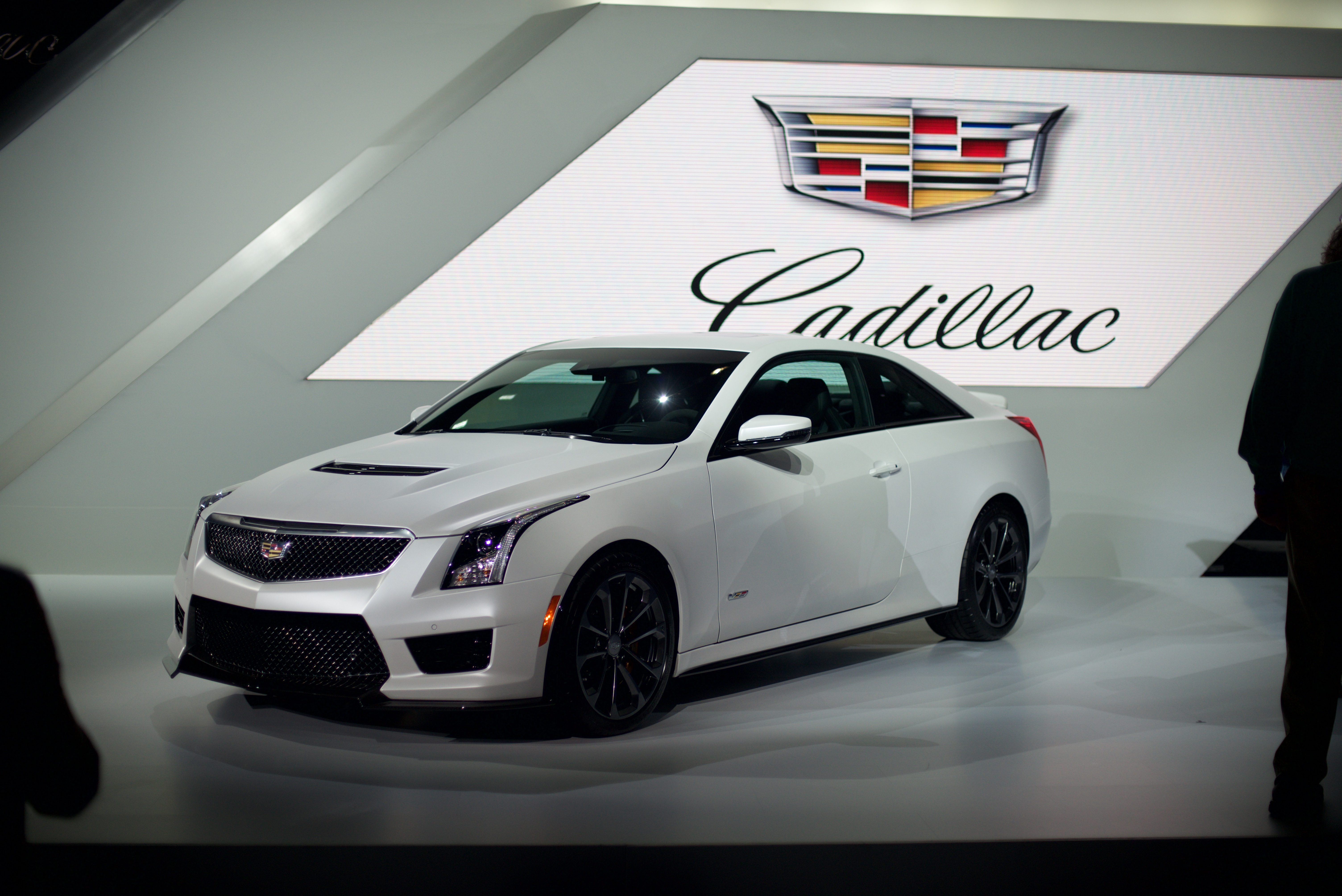
Cadillac ATS-V 雙門

### 動力
ATS-V 搭載 3.6升LF4 DOHC V6 雙渦輪增壓引擎、燃油直噴、後輪驅動，避震為運動型懸吊，並且擁有雙門與四門版本。這顆引擎可產生 464匹馬力(346 kW)和 445 磅.英尺（603 牛頓米）的扭矩，百公里佳速3.7秒，最高時速可達189英里/小時 (304公里/小時)。

### 停產
ATS 與 ATS-V 於2019年正式停產，由 CT4 及CT4-V 為後繼車款。

## 另請參見
- 凱迪拉克V系
- 凱迪拉克CTS-V
- 凱迪拉克ATS
- 凱迪拉克CT4-V